# Laufbacher Eck
Le Laufbacher Eck est une montagne qui s'élève à 2 178 m d'altitude dans les Alpes d'Allgäu, dans le land de la Bavière en Allemagne.